# Station Przeworsk Wąskotorowy
Station Przeworsk Wąskotorowy is een spoorwegstation in de Poolse plaats Przeworsk.